# Mark Adams
Mark Adams fue un artista estadounidense, nacido el 27 de octubre de 1925 en Fort Plain, Nueva York y fallecido el 24 de enero de 2006.

## Datos biográficos

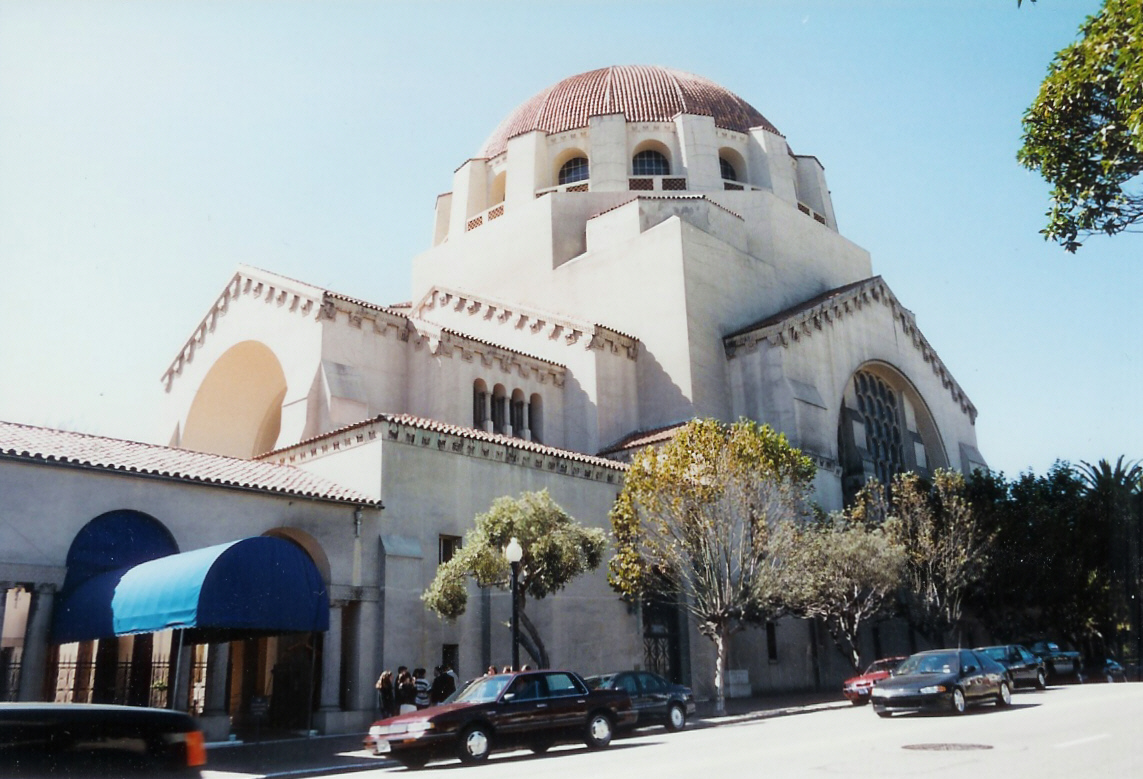
Aspecto externo de la iglesia de Emanu-El, donde Mark Adams diseñó las vidrieras

Estudió en la Universidad de Siracusa. Fue alumno del pintor Hans Hofmann, y del tapicero francés Jean Lurcat. Comenzó su carrera artística como tapicero y diseñador de vidrieras emplomadas.
Diseñó las ventanas para el Templo Emanu-El y de la Catedral de Gracia, ambos en San Francisco. 
Más tarde se dedicó a pintar acuarelas.
Sus trabajos como tapicero se conservan en el M. H. de Young Memorial Museum y en el Aeropuerto Internacional de San Francisco. 
En 1954, contrajo matrimonio con Beth Van Hoesen; ellos vivieron en San Francisco.

## Obras
Entre las mejores y más conocidas obras de Mark Adams se incluyen las siguientes:
- Vidrieras de la Catedral de Gracia en San Francisco (del inglés: Grace Cathedral, San Francisco)

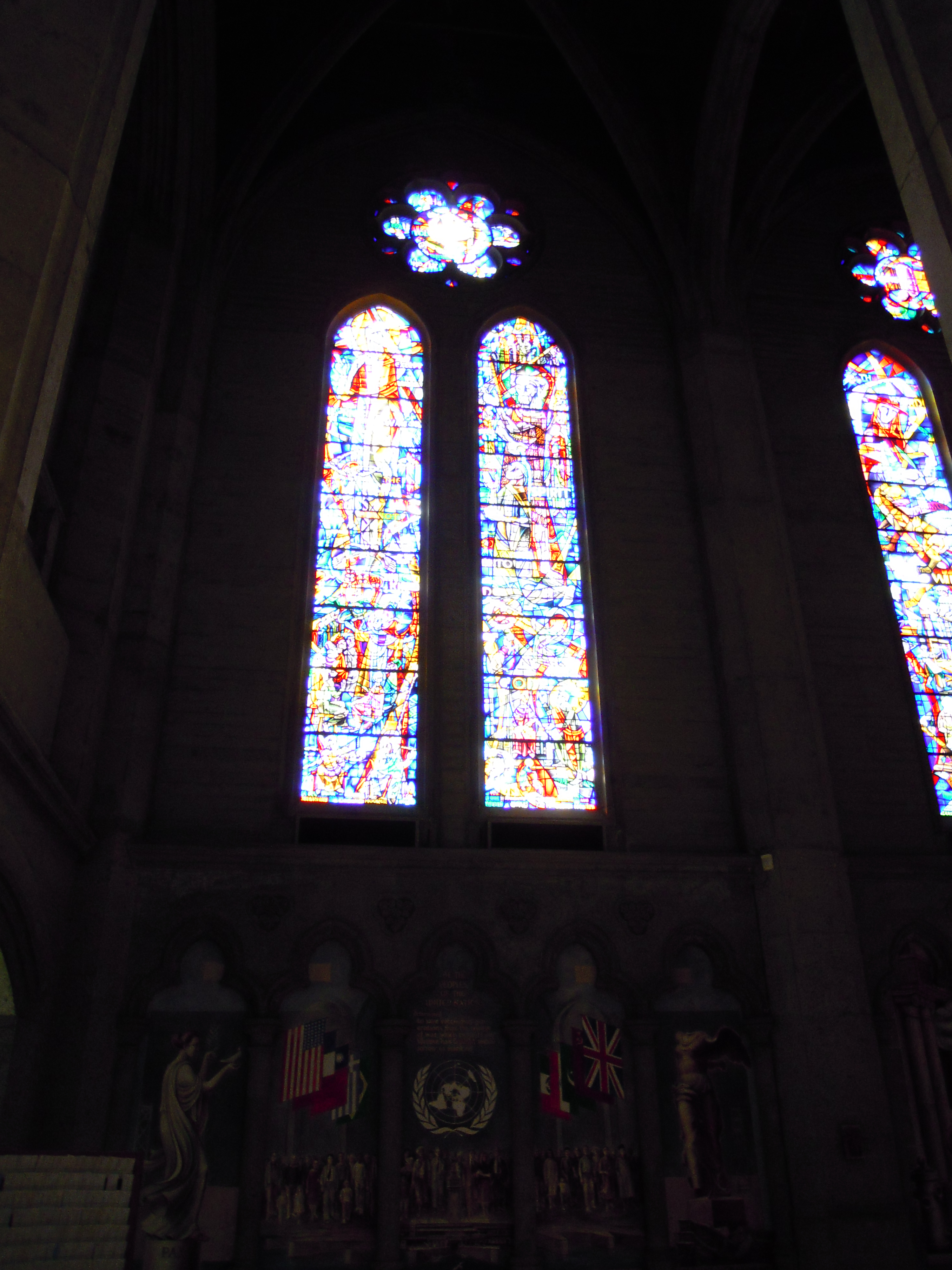
Altar mayor
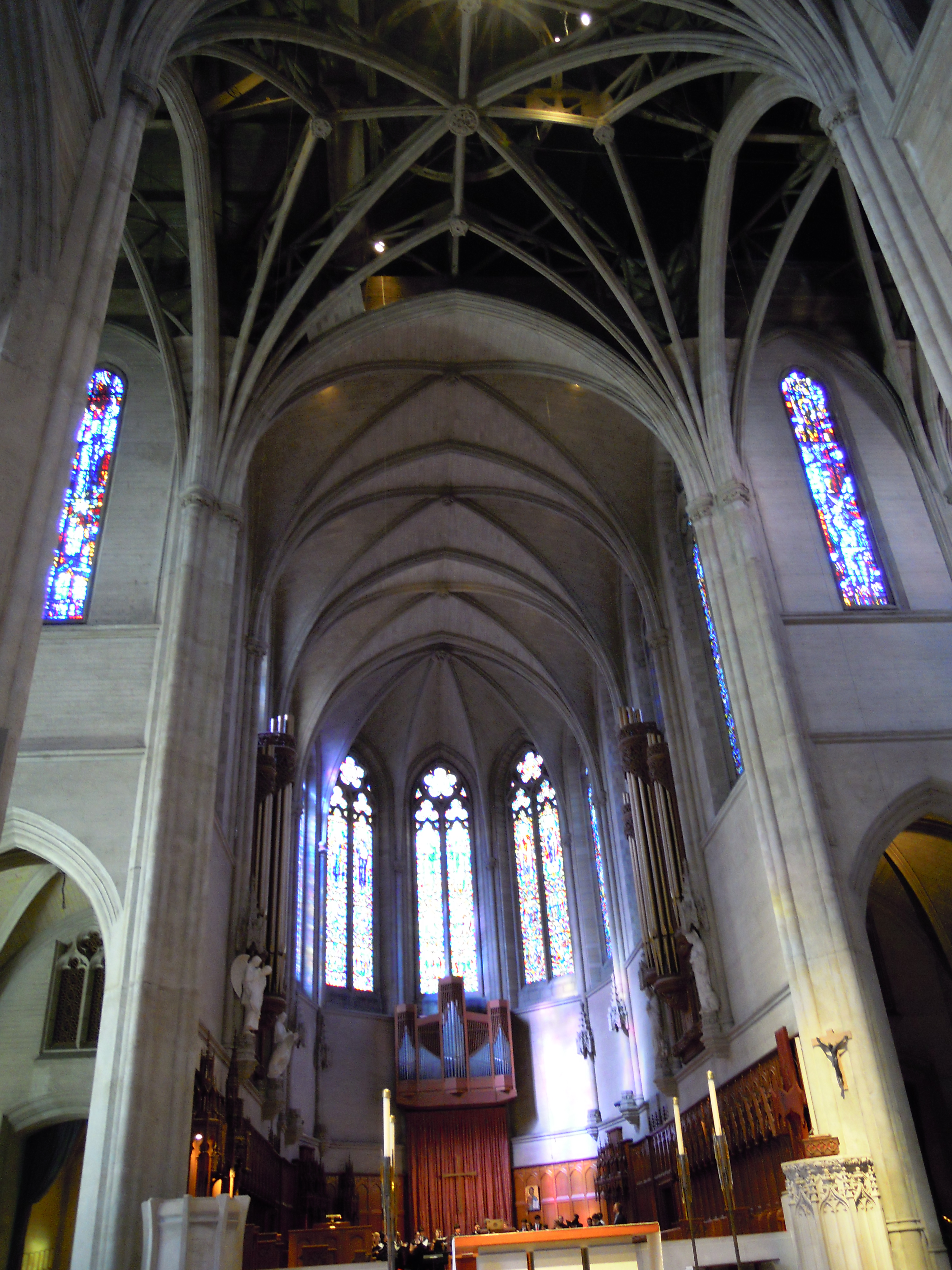
Vidriera del lateral
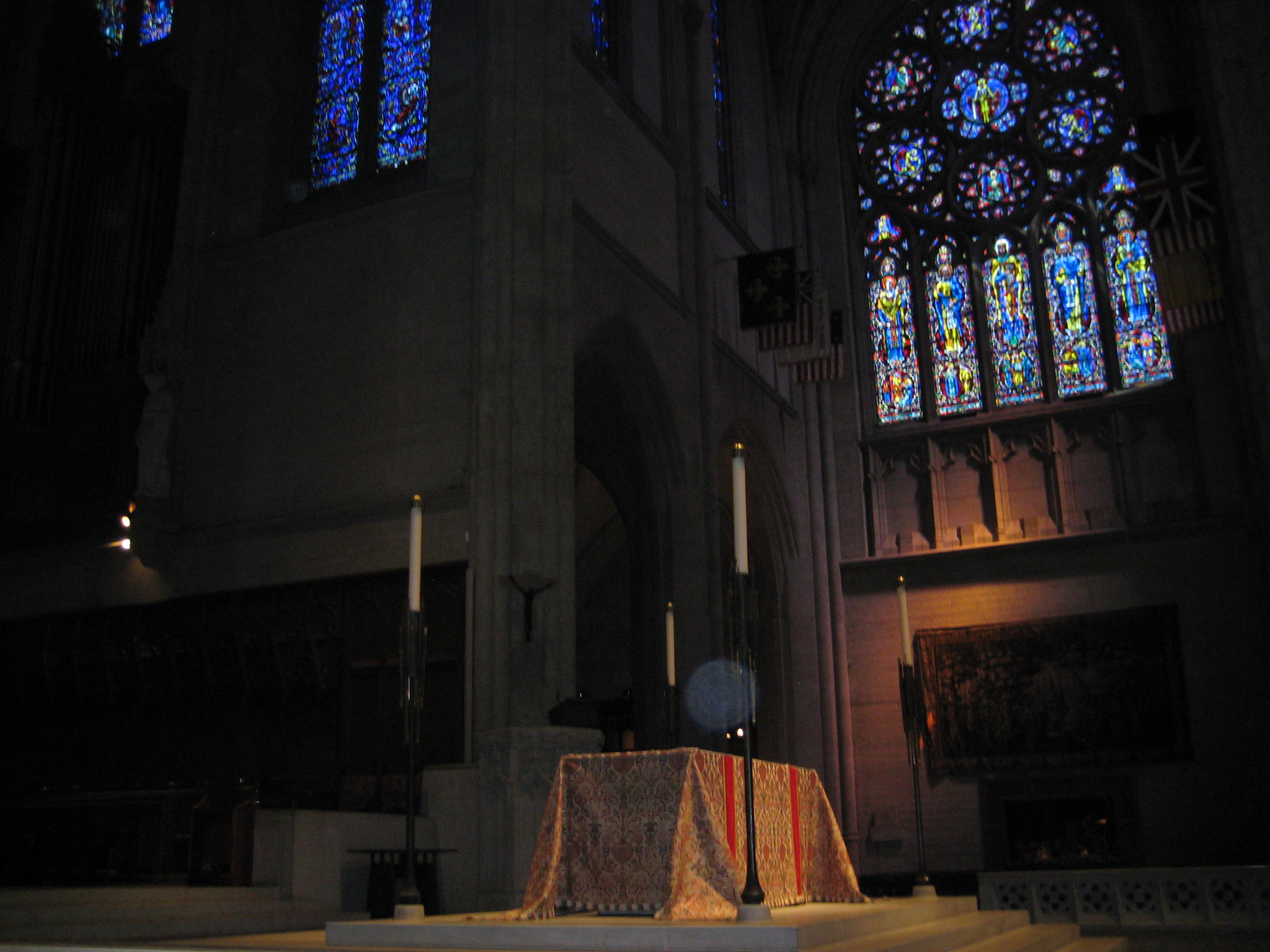
Vidrieras de la nave desde el altar
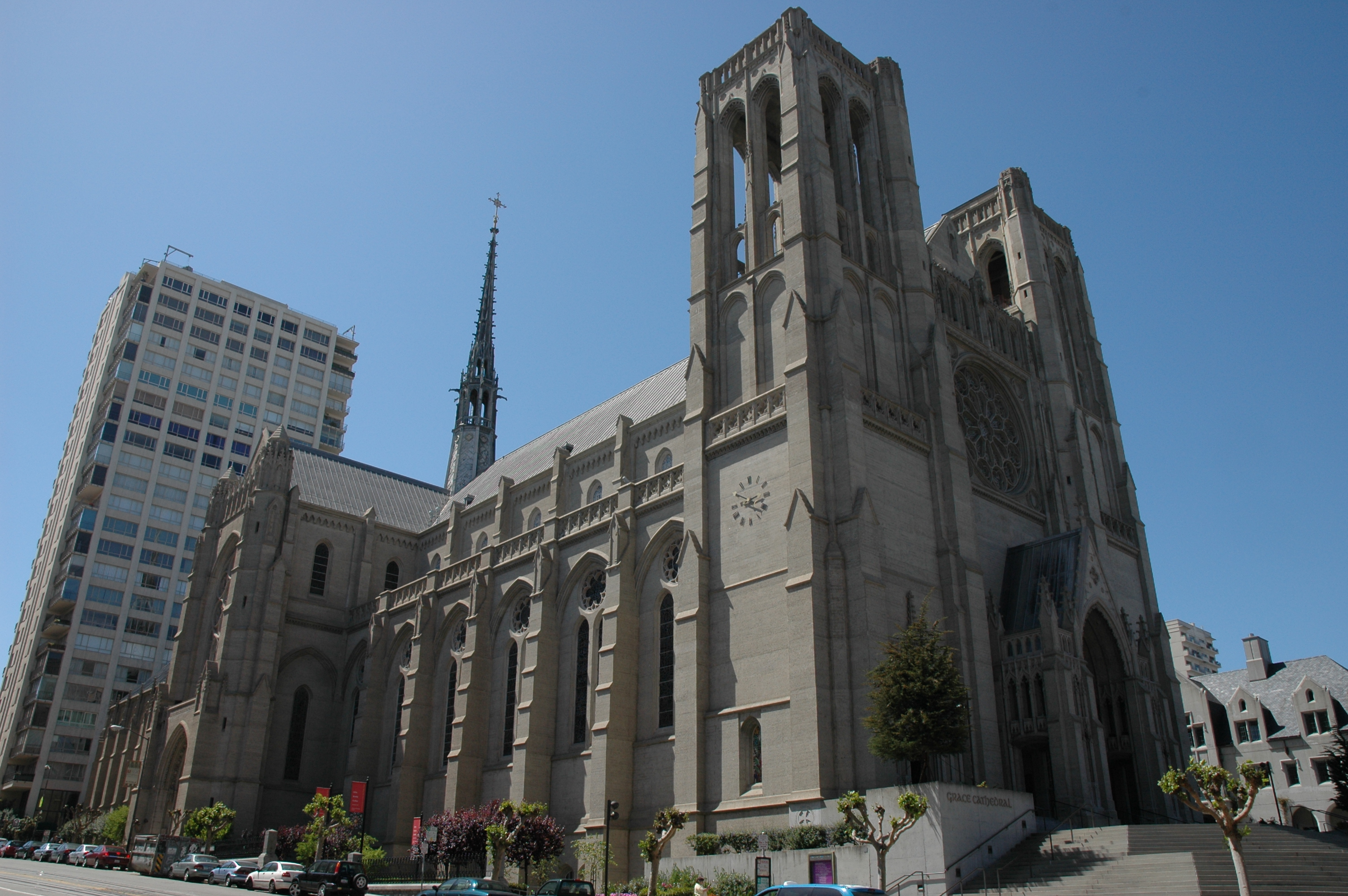
Aspecto exterior del edificio